# Leopaard Mattu

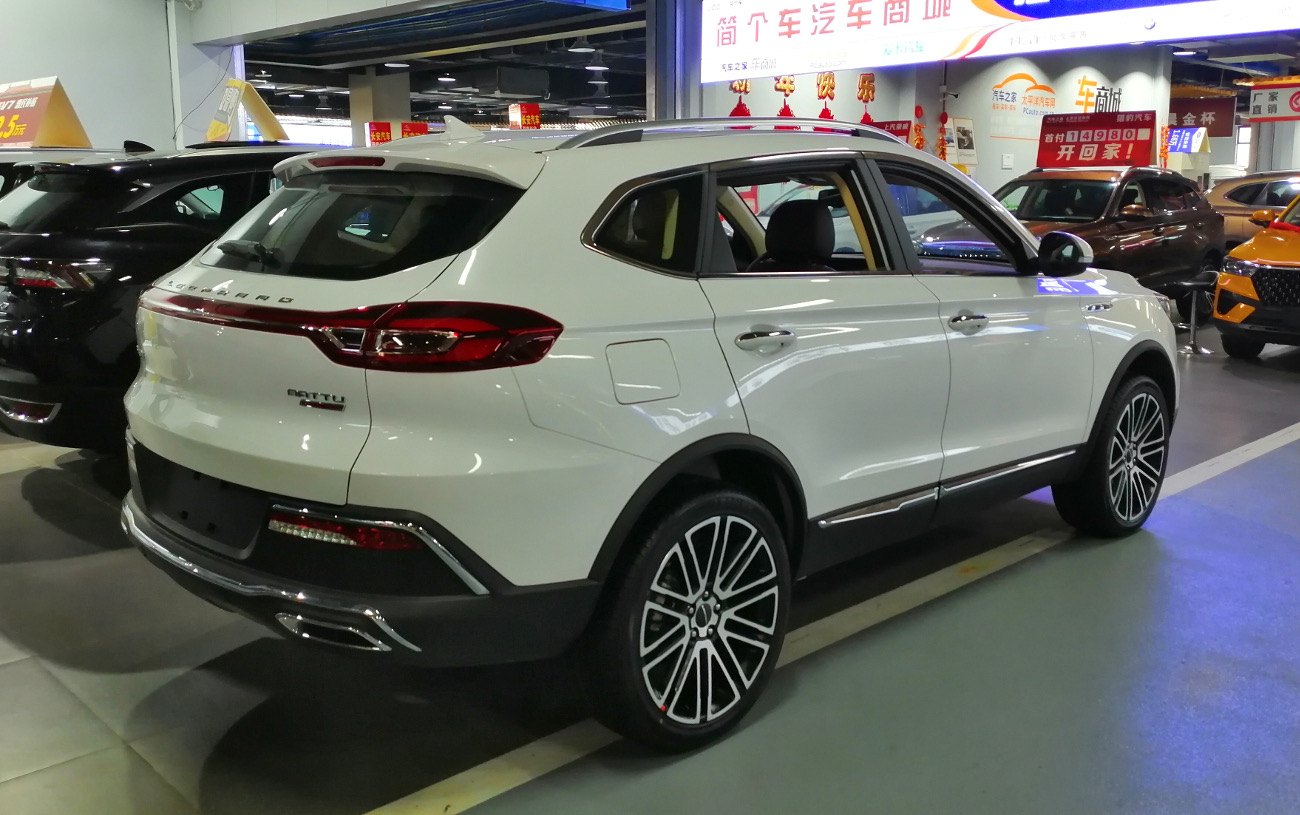
Heckansicht

Der Leopaard Mattu ist ein Sport Utility Vehicle der zum chinesischen Automobilhersteller GAC Changfeng Motor gehörenden Marke Leopaard.

## Geschichte
Vorgestellt wurde das Fahrzeug im April 2018 auf der Beijing Auto Show. Einen Monat später kam es auf dem chinesischen Heimatmarkt in den Handel. Die letzten Fahrzeuge wurden im März 2021 verkauft.

## Technische Daten
Der Mattu teilt sich die Technik mit dem ab 2015 erhältlichen Leopaard CS10. Den Antrieb übernimmt ein aufgeladener 1,6-Liter-Ottomotor mit 147 kW (200 PS) von BMW. Serienmäßig hat der Wagen ein 6-Gang-Schaltgetriebe, gegen Aufpreis war ein 6-Stufen-Doppelkupplungsgetriebe erhältlich.
|                                             | 1.6T                               |
| Bauzeitraum                                 | 05/2018–03/2021                    |
| Motorkenndaten                              |                                    |
| Motortyp                                    | R4-Ottomotor                       |
| Motoraufladung                              | Turbolader                         |
| Hubraum                                     | 1598 cm³                           |
| max. Leistung bei min−1                     | 147 kW (200 PS) / 6000             |
| max. Drehmoment bei min−1                   | 270 Nm / 1600–4000                 |
| Kraftübertragung                            |                                    |
| Antrieb                                     | Vorderradantrieb                   |
| Getriebe, serienmäßig                       | 6-Gang-Schaltgetriebe              |
| Getriebe, optional                          | (6-Stufen-Doppelkupplungsgetriebe) |
| Messwerte                                   |                                    |
| Höchstgeschwindigkeit                       | 185 km/h                           |
| Beschleunigung, 0–100 km/h                  | k. A.                              |
| Leergewicht                                 | 1635 kg (1660 kg)                  |
| Kraftstoffverbrauch auf 100 km (kombiniert) | 7,3 l Super (7,5 l Super)          |
| Tankinhalt                                  | 60 l                               |

- Werte in runden Klammern gelten für Modell mit optionalem Getriebe.